# Tour de France 2018/13. Etappe
Die 13. Etappe der Tour de France 2018 führte am 20. Juli 2018 über 169,5 Kilometer von Bourg-d’Oisans nach Valence. Der wellige Tagesabschnitt beinhaltete je eine Bergwertung der dritten und vierten Kategorie und endete am Etappenziel auf einer leicht ansteigenden Zielgeraden.
Etappensieger wurde im Massensprint Peter Sagan (Bora-hansgrohe) vor Alexander Kristoff (UAE Team Emirates) und Arnaud Démare (Groupama-FDJ). Führungswechsel gab es weder in der Gesamtwertung noch in den Sonderwertungen.
Der am Vortag gestürzte Gesamtvierte Vincenzo Nibali nahm das Rennen nicht auf. Vom Start weg bildete sich eine vierköpfige Spitzengruppe mit Thomas De Gendt, Tom Scully, Dimitri Claeys und Michael Schär. Im Peloton sorgte vor allem Démares Groupama-FDJ-Team für Tempo, so dass die Spitzengruppe nie mehr als rund drei Minuten Vorsprung hatte. De Gendt gewann die erste Bergwertung und den Zwischensprint. Scully die zweite Bergwertung. Vor dem Ziel zerfiel die Spitzengruppe und wurde ab 24 Kilometer nach und nach eingeholt. Letzter Ausreißer war Schär, der mit der Roten Rückennummer ausgezeichnet wurde, dessen Flucht 5,5 Kilometer vor dem Ziel endete.